# Ovanthula
Genre
Ovanthula est un genre de cnidaires anthozoaires de la famille des Botrucnidiferidae.

## Liste des espèces
Selon World Register of Marine Species (09 janvier 2023) :
- Ovanthula apoda Van Beneden, 1924

## Systématique
Le nom valide complet (avec auteur) de ce taxon est Ovanthula Van Beneden, 1924.